# Oskarshamn
Oskarshamn este un oraș în Suedia.

## Demografie
| \| Evoluția demografică a zonei urbane Oskarshamn, 1970–2015 \| Evoluția demografică a zonei urbane Oskarshamn, 1970–2015 \| Evoluția demografică a zonei urbane Oskarshamn, 1970–2015 \| Evoluția demografică a zonei urbane Oskarshamn, 1970–2015 \| Evoluția demografică a zonei urbane Oskarshamn, 1970–2015 \| \| --------------------------------------------------------------------------------------- \| --------------------------------------------------------- \| --------------------------------------------------------- \| --------------------------------------------------------- \| --------------------------------------------------------- \| \| An \| \| \| Locuitori \| \| \| 1970 \| 1970 \| \| 17.143 \| 17.143 \| \| 1975 \| 1975 \| \| 19.021 \| 19.021 \| \| 1980 \| 1980 \| \| 18.913 \| 18.913 \| \| 1990 \| 1990 \| \| 17.791 \| 17.791 \| \| 1995 \| 1995 \| \| 17.634 \| 17.634 \| \| 2000 \| 2000 \| \| 17.059 \| 17.059 \| \| 2005 \| 2005 \| \| 17.143 \| 17.143 \| \| 2010 \| 2010 \| \| 17.258 \| 17.258 \| \| 2015 \| 2015 \| \| 18.287 \| 18.287 \| \| Sursa: SCB - Statistika Centralbyrån, Folkmängden per tätort. Vart femte år 1960 - 2016 \| \| \| \| \| |      |  |           |        |
| Evoluția demografică a zonei urbane Oskarshamn, 1970–2015 |      |  |           |        |
| An |      |  | Locuitori |        |
| 1970 | 1970 |  | 17.143    | 17.143 |
| 1975 | 1975 |  | 19.021    | 19.021 |
| 1980 | 1980 |  | 18.913    | 18.913 |
| 1990 | 1990 |  | 17.791    | 17.791 |
| 1995 | 1995 |  | 17.634    | 17.634 |
| 2000 | 2000 |  | 17.059    | 17.059 |
| 2005 | 2005 |  | 17.143    | 17.143 |
| 2010 | 2010 |  | 17.258    | 17.258 |
| 2015 | 2015 |  | 18.287    | 18.287 |
| Sursa: SCB - Statistika Centralbyrån, Folkmängden per tätort. Vart femte år 1960 - 2016 |      |  |           |        |